# Finsko na Letních olympijských hrách 1976
Finsko na Letních olympijských hrách 1976 v kanadském Montréalu reprezentovalo 83 sportovců, z toho 77 mužů a 6 žen. Nejmladším účastníkem byla Susann Sundqvist (18 let, 231 dní), nejstarším pak Jaakko Minkkinen (42 let, 359 dní). Reprezentanti vybojovali 6 medailí, z toho 4 zlaté a 2 stříbrné.

## Medailisté
| Medaile | Jméno            | Sport     | Disciplína                 |
| ------- | ---------------- | --------- | -------------------------- |
| Zlato   | Lasse Virén      | Atletika  | Muži běh na 5 000 m        |
| Zlato   | Lasse Virén      | Atletika  | Muži běh na 10 000 m       |
| Zlato   | Pertti Karppinen | Veslování | skif                       |
| Zlato   | Pertti Ukkola    | Zápas     | Muži řecko-římský do 57 kg |
| Stříbro | Antti Kalliomäki | Atletika  | Muži skok o tyči           |
| Stříbro | Hannu Siitonen   | Atletika  | Muži hod oštěpem           |